# Авіаційний конфлікт між Україною та Росією
Авіаційний конфлікт між Україною та Росією — комерційний і політичний конфлікт у галузі авіасполучення, що виник між Україною та Російською федерацією в 2015 році.

## Передумови
Конфлікт виник внаслідок окупації Росією Криму. Через те, що російські компанії літали до Криму без українського дозволу, вони потрапляли під дію штрафів.

## Розвиток подій
Петро Порошенко указом від 16 вересня ввів у дію рішення РНБО від 2 вересня 2015 року «Про застосування персональних спеціальних економічних та інших обмежувальних заходів (санкцій)», під які підпав ряд російських авіакомпаній, які здійснювали польоти до Криму.
Державіаслужба України повідомила відповідні російські авіакомпанії про заборону польотів у країну з 25 жовтня відповідно до рішення Ради національної безпеки і оборони та указу президента Петра Порошенка.
У свою чергу Росавіація за вказівкою Мінтрансу РФ повідомила всі українські авіакомпанії про введення заборони на польоти в Росію з 25 жовтня 2015 року як відповідь на українські санкції.
25 листопада Україна заборонила всі транзитні польоти через свою територію російським авіакомпаніям у відповідь на аналогічну заборону РФ.

## Штрафи
Станом на 1 жовтня 2015 року складено 4 750 протоколів на загальну суму 646 млн грн.
З них один Аерофлот винен 250 млн грн.
Штраф за кожен переліт становить 136 тисяч гривень.

## Польоти інших авіакомпаній
Хоча заборона торкнулася авіакомпаній Росії та України, однак авіакомпанії інших країн продовжили польоти між країнами. В першу чергу зиск від цього отримала білоруська авіакомпанія «Белавія», оскільки Білорусь заявила про готовність забезпечити авіасполучення між Україною та РФ.